# Come Out and Play (Billie Eilish)
Come Out and Play è un singolo della cantante statunitense Billie Eilish, pubblicato il 20 novembre 2018.

## Descrizione
Si tratta di una ballata pop, dove la voce di Eilish può essere paragonata a quella di una ninna nanna. Nel testo la cantante cerca di convincere un amico a non nascondersi più.

## Tracce
Testi e musiche di Billie Eilish O'Connell e Finneas O'Connell.
1. Come Out and Play – 3:30

## Formazione
- Billie Eilish – voce
- Finneas O'Connell – produzione
- Rob Kinelski – missaggio
- John Greenham – mastering

## In altri media
Come Out and Play è stato utilizzato per la campagna pubblicitaria natalizia di Apple Share Your Gifts.

## Classifiche
| Classifica (2018-19) | Posizione massima |
| -------------------- | ----------------- |
| Australia            | 23                |
| Austria              | 53                |
| Belgio (Fiandre)     | 59                |
| Canada               | 36                |
| Corea del Sud        | 115               |
| Estonia              | 18                |
| Grecia               | 17                |
| Irlanda              | 21                |
| Lettonia             | 13                |
| Lituania             | 5                 |
| Nuova Zelanda        | 17                |
| Paesi Bassi          | 77                |
| Portogallo           | 38                |
| Regno Unito          | 47                |
| Repubblica Ceca      | 22                |
| Slovacchia           | 13                |
| Stati Uniti          | 69                |
| Svezia               | 69                |
| Svizzera             | 61                |
| Ungheria             | 20                |